# A Piece of your mind
A Piece of Your Mind (hangul: 반의 반; RR: Banui ban; lit. Half of a Half) es una serie de televisión surcoreana emitida del 23 de marzo al 28 de abril de 2020 por tvN. La serie fue protagonizada por Jung Hae-in, Chae Soo-bin, Lee Ha-na y Kim Sung-kyu.

## Sinopsis
Un drama acerca del romance entre Moon Ha-won (Jung Hae-in) y Han Seo-woo (Chae Soo-bin).
Moon Ha-won es un programador de inteligencia artificial y es el fundador de AH Company. Es una persona consistente y de buen corazón. Mientras tanto, Han Seo-woo trabaja como ingeniero de grabación de música clásica. Su vida es inestable sin familia ni casa, pero es una persona positiva.

## Reparto

### Personajes principales
- Jung Hae-in como Moon Ha-won.
  - Nam Da-reum como Moon Ha-won joven.

Un programador de inteligencia artificial que fundó la compañía AH. Se toma muy en serio su trabajo, aunque rara vez se enoja y es conocido por ser una persona amable. Su amor no correspondido es Kim Ji-Soo, quien también es su amiga de la infancia. Más tarde se enamora de Han Seo Woo.
- Chae Soo-bin como Han Seo-woo.

Una ingeniera de grabación clásica que tiene una personalidad positiva y brillante a pesar de sus problemas familiares y sociales. Se lleva muy bien con Kim Ji Soo. Más tarde, se enamora de Ha Won.
- Lee Ha-na como Moon Soon-ho.

Un jardinero y nieta de Moon Jung Nam, el diplomático que patrocinó Ha-won. Ella administra el jardín y el jardín de flores de su abuela. Ella llama a Ha Won como su tío, aunque tienen casi la misma edad.
- Kim Sung-kyu como Kang In-wook. 
  - Lee Sejin como el joven Kang In-wook.

Un pianista que es aclamado en los círculos musicales por su arte y habilidad, pero no es ampliamente reconocido por el público. Esposo de Ji-soo.

### Personajes secundarios
- Kim Jeong-woo como Kim Hoon.
- Woo Ji-hyun como Bae Jin-hwan.
- Lee Sang-hee como Jeon Eun-joo.
- Kang Bong-sung como Kim Chang-seop.
- Kim Nu-ri como Choi Soo-ji.
- Ye Soo-jung como Eun Soo-jung.
- Kim Bo-yeon como Moon Jeong-nam.
- Lee Seung-joon como Choi Jin-moo.[4]
- Park Ju-hyun como Kim Ji-soo.
- Lee Jung-eun como Kim Min-jung.
- Kim Woo-suk como Bae Jin-soo.

### Apariciones especiales
- Jang Hye-jin como la madre de Han Seo-woo.

## Episodios
Originalmente la serie estaría conformada por 16 episodios, sin embargo debido a que no fue bien recibida y la constante disminución de audiencia, la serie fue acortada 4 episodios, por lo que sólo fueron emitidos 12 episodios.

### Audiencia
Los números en color rojo indican las calificaciones más bajas, mientras que los números en azul indican las calificaciones más altas.
| Episodio | Fecha de emisión    | Participación promedio de audiencia (AGB Nielsen) |
| -------- | ------------------- | ------------------------------------------------- |
| 1        | 23 de marzo de 2020 | 2.449%                                            |
| 2        | 24 de marzo de 2020 | 2.122%                                            |
| 3        | 30 de marzo de 2020 | 1.539%                                            |
| 4        | 31 de marzo de 2020 | 1.272%                                            |
| 5        | 6 de abril de 2020  | 1.451%                                            |
| 6        | 7 de abril de 2020  | 1.178%                                            |
| 7        | 13 de abril de 2020 | 1.197%                                            |
| 8        | 14 de abril de 2020 | 1.122%                                            |
| 9        | 20 de abril de 2020 | 1.150%                                            |
| 10       | 21 de abril de 2020 | 1.114%                                            |
| 11       | 27 de abril de 2020 | 1.050%                                            |
| 12       | 28 de abril de 2020 | 1.214%                                            |
| Promedio | Promedio            | 1.405%                                            |

## Música

### Part 1
| Released on 2020 de marzo del 31 |                       |              |          |  |
| N.º                              | Título                | Artist       | Duración |  |
| 1.                               | «Slowly Fall»         | Ha Hyun-sang | 4:01     |  |
| 2.                               | «Slowly Fall» (Inst.) |              | 4:01     |  |

### Part 2
| Released on 2020 de abril del 6 |                         |        |          |  |
| N.º                             | Título                  | Artist | Duración |  |
| 1.                              | «Rain or Shine»         | Elaine | 4:22     |  |
| 2.                              | «Rain or Shine» (Inst.) |        | 4:22     |  |

### Part 3
| Released on 2020 de abril del 14 |                                  |              |          |  |
| N.º                              | Título                           | Artist       | Duración |  |
| 1.                               | «Think It's You» (너라고 생각해) | Jung Joon-il | 4:20     |  |
| 2.                               | «Think It's You» (Inst.)         |              | 4:20     |  |

### Part 4
| Released on 2020 de abril del 21 |                                               |                 |          |  |
| N.º                              | Título                                        | Artist          | Duración |  |
| 1.                               | «Who I Strolled With» (함께 발을 맞춰 거닐던) | Poetic Narrator | 3:10     |  |
| 2.                               | «Who I Strolled With» (Inst.)                 |                 | 3:10     |  |

## Producción
Debido a la pobre audiencia que atrajo la serie y a las constantes disminuciones en las calificaciones, el 8 de abril de 2020 se anunció que la serie se acortaría en 4 episodios, pasando de 16 episodios a solo 12.
Las calificaciones fueron los registros más bajos que la cadena tvN tuvo en dos años durante su franja horaria de emisión de lunes a martes.